# Доброцин (Нижньосілезьке воєводство)
Доброцин (пол. Dobrocin) — село в Польщі, у гміні Дзержонюв Дзержоньовського повіту Нижньосілезького воєводства.
Населення — 698 осіб (2011).
У 1975-1998 роках село належало до Валбжиського воєводства.

## Демографія
Демографічна структура станом на 31 березня 2011 року:
|          | Загалом | Допрацездатний вік | Працездатний вік | Постпрацездатний вік |
| -------- | ------- | ------------------ | ---------------- | -------------------- |
| Чоловіки | 345     | 67                 | 248              | 30                   |
| Жінки    | 353     | 62                 | 215              | 76                   |
| Разом    | 698     | 129                | 463              | 106                  |